# Híd (Horvátország)
A Híd (horvátul: Most, 2020. novemberéig Független listák hídja horvátul: Most nezavisnih lista) egy 2012-ben alapított politikai párt Horvátországban, melynek alapítója és elnöke Božo Petrov, Metković volt polgármestere, miniszterelnök-helyettes és a horvát parlament elnöke. Bár a párt vezetői kezdetben kerülték az ideológiai témákat, a Híd a 2020-as horvát parlamenti választások előtt arculatváltáson esett át, és szociálkonzervatív párttá nőtte ki magát.

## Története

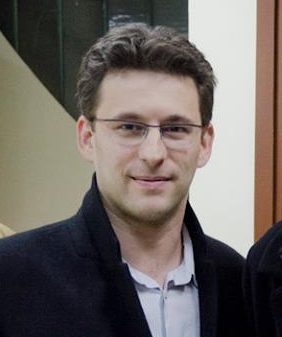
Božo Petrov

A párt regionalista politikai platformként, Független Listák Hídja néven 2012. november 17-én alakult Metkovićban. Első pártelnökének Božo Petrovot választották meg.
2013-ban a Független Listák Hídja Metković városában részt vett a helyhatósági választásokon, és a szavazatok 46,25%-át szerezte meg, mely 9-et jelentett a 17 helyből a városi tanácsban. Petrov a szavazatok 45,78%-át szerezte meg, és Stipe Gabrić Jambo, az 1997 óta hivatalban lévő polgármester mellett bejutott a polgármester-választás második fordulójába. A második fordulóban Petrov nyert a szavazatok 67,94%-ával, és Metković polgármestere lett. Ugyanezen alkalommal a megyei választásokon a párt szavazatok 9,97%-át szerezte meg, és bejutott a Dubrovnik-Neretva megyei közgyűlésbe.

### A 2015-ös parlamenti választások
A 2015-ös parlamenti választáson a párt országos méretű lett, mivel az ország más részeiről független helyi politikusok csatlakoztak hozzá.
A párt a költségvetési felelősségvállalás, az állami kiadások és az államadósság csökkentése, az adócsökkentés, az állami szektor reformja és a horvátországi közigazgatási megosztottság csökkentése mellett kampányolt. Támogatta az expanzív monetáris politikát és a monetáris reformokat, amelyek során a Horvát Nemzeti Bank a gazdasági növekedés előmozdítása érdekében alacsony kamatpolitikát vezetett be.
A párt 19 mandátumot szerzett a horvát parlamentben, és harmadik lett a kormányzó, a Horvát Szociáldemokrata Párt (SDP) vezette balközép „Horvátország növekszik” koalíció, és a Horvát Demokratikus Közösség (HDZ) vezette jobbközép ellenzéki „Hazafias koalíció” mögött. ). A pártot a választások után négy képviselő hagyta el, így az új parlament megalakulásakor 15 képviselője volt.

### Az Orešković-kormány
Több mint 40 napon át tartó tárgyalások és számos fordulat után a Híd úgy döntött, hogy a Hazafias koalícióval alakít kormányt, melynek így 78 mandátuma lett. Horvátország következő miniszterelnökének Tihomir Orešković horvát-kanadai üzletembert jelölték. A kormány 2016. január 22-én alakult meg, és Božo Petrov pártelnököt a HDZ elnökével, Tomislav Karamarkóval együtt miniszterelnök-helyettesnek nevezték ki. Petrov mellett hat minisztert delegált az új kormányba a párt: belügy, igazságügy, közigazgatás, gazdaság, mezőgazdaság és környezetvédelmi minisztert.
Az új kormányt a Híd és a Hazafias Koalíció közötti feszült kapcsolatok jellemezték, különösen az INA, Horvátország nemzeti olajtársasága és a Belügyminisztérium kapcsán. A HDZ a párt több jogalkotási javaslatát is elutasította, köztük a képviselők kedvezményeinek csökkentését, valamint az új hulladékgazdálkodási terv elfogadását.
2016 májusában a Híd összeférhetetlenség miatt Karamarko lemondását kérte, amit az utóbbi megtagadott. Miután Orešković is Karamarko lemondását kérte, a HDZ bizalmatlansági szavazást kezdeményezett a miniszterelnökkel szemben. A Híd három képviselője azonban a HDZ oldalára állt, és később saját pártot alapítottak. A bizalmatlansági indítványra 125 képviselő szavazott igennel, 15 nemmel, 2 pedig tartózkodott. A HDZ és az ellenzék nagy része is igennel szavazott, míg a Most nemmel szavazott.

### Az 1916-os parlamenti választások
Az Orešković-kormány 2016 júniusi összeomlását követően a Horvát Demokratikus Közösség megpróbálta újra felállítani azt a parlamenti többséget, amely az új kormányt támogatná, amelynek élére Zdravko Marić pénzügyminisztert szánták. Ez a próbálkozás azonban kudarcot vallott, és a parlament legnagyobb ellenzéki pártja, a Horvát Szociáldemokrata Párt aláírásokat kezdett gyűjteni a parlament mielőbbi feloszlatása érdekében, hogy még az év végéig megtarthassák a választásokat. A Hídon belüli egyeztetést követően parlamenti képviselői beleegyeztek abba, hogy aláírják az ellenzéknek a parlament mielőbbi feloszlatására irányuló petícióját. A kérdésben a sikeres parlamenti szavazásra 2016. június 20-án kerül sor, és 2016. július 15-én lépwtt hatályba. Kolinda Grabar-Kitarović elnök szeptember 11-re tűzte ki 2016-os a választások időpontja.
Az előrehozott parlamenti választáson a párt egyedül indult, és 13 mandátumot szerzett (a szavazatok 9,91%-ával), ami 6 mandátumcsökkenést jelent az előző parlamenti választáshoz képest (amikor a legtöbb 19 mandátumot szerzett a szavazatok 13,17%-ával). Ha azonban figyelembe vesszük a parlamenti képviselők párttagságában a választások utáni, az előző választást követő változásokat, akkor a Híd egy mandátummal többet szerzett, mint amivel a parlament 2016. július 15-iki feloszlatásának napján rendelkezett. A parlamenti választások eredményének kihirdetése után Božo Petrov, a Híd elnöke kijelentette, hogy a Híd nyitott lenne a tárgyalásokra a nagyobb pártok bármelyikével (HDZ és SDP), ha elfogadják Híd hét feltételét (egy sor területen végrehajtandó reformok elfogadását célzó törvénycsomagot).
2019-ben a párt elindult az európai parlamenti választásokon, de csak 4,7 százalékot ért el, és így nem szerzett mandátumot az európai parlamentben.

### A 2020-as parlamenti választások
A 2020-as parlamenti választásokon a Híd a szavazatok 7,4%-át szerezte meg, amivel 8 parlamenti mandátumhoz jutott. Bár tárgyalások folytak a Szülőföld Mozgalommal való közös választási szereplésről, 2020. május 18-án bebizonyosodott, hogy a Most önállóan indul a választásokon.
2020-ban a Független Listák Hídja számos változást vezetett be. Így a továbbiakban „Híd” (Most) néven futó párt alapszabályában és működésében is változások történtek, valamint megváltozott a párt logója is.
A 2021-es zágrábi helyhatósági választásokon a Híd a szavazatok 6,20%-át szerezte meg, ami 3 mandátumot jelentett, így először került be a zágrábi közgyűlésbe. Eszéken a Haza Mozgalommal karöltve Híd a szavazatok 17,89 százalékát szerezte meg a városi tanácsban. Splitben 7,95%-ot kapott. Fiuméban a Híd polgármesterjelöltje, Marin Miletić 11,21 százalékot, a párt listája 10,28 százalékot szerzett. A legtöbb szavazatot, a szavazatok Split-Dalmácia megyében (14,30%), és Dubrovnik-Neretva megyében (19,60%) szerezték meg. A legsikeresebb helyi politikus a párt sinji polgármesterjelöltje, Miro Bulj volt, aki a második fordulóban a szavazatok 56%-ával nyer a HDZ jelöltjével, Igor Vidalinával szemben.

## Választási eredmények
| Választások | Szavazatok száma | Szavazatok aránya | Mandátumok száma | Státusz                        |
| ----------- | ---------------- | ----------------- | ---------------- | ------------------------------ |
| 2015        | 303 564          | 13,17%            | 19               | Kormánypárt                    |
| 2016        | 187 282          | 9,91%             | 13               | Kormánypárt, 2017 óta ellenzék |
| 2020        | 123 193          | 7,39%             | 8                | Ellenzék                       |

| Választások | Szavazatok száma | Szavazatok aránya | Mandátumok száma |
| ----------- | ---------------- | ----------------- | ---------------- |
| 2019        | 50 257           | 4,67%             | 0                |